# Кейтлин
Селест Берил Бонин (англ. Celeste Beryl Bonin, род. 7 октября 1986 года) — американская модель и бывший профессиональный рестлер, получившая известность по выступлениям в WWE под псевдонимом Кейтлин. Победительница третьего сезона NXT.

## Биография
Бонин дебютировала в соревнованиях по фитнесу в 2006 году в возрасте 19 лет. В 2007 году она выиграла чемпионат NPC John Sherman Classic Bodybuilding Figure and Fitness и стала пятой в Арнольд Классик. В 2007 году вошла в пятёрку лучших на Musclemania Superbody, а в 2008 году стала Мисс Ноябрь в календаре Hardfitness Calendar и заняла 16 место на Junior Nationals в том же году. В 2009 году Бонин была названа «Hottie of the Day» журналом Flex.

## Карьера в профессиональном рестлинге

### World Wrestling Entertainment

#### Florida Championship Wrestling (2010—2011)
В июле 2010 года Селест Бонин подписала контракт с WWE и была направлена в региональное отделение Florida Championship Wrestling (FCW). Там она дебютировала в конкурсе купальников. Вскоре она взяла прозвище Рики Вон, но потом изменила его на Кейтлин, которое использовала в NXT. 22 августа на FCW дебютировала как «лесоруб» во время поединка между Эй Джей и Наоми. 7 ноября дебютировала как боец в командном поединке в команде с Наоми против Эй Джей и Аксаны. 16 января 2011 года потерпела поражение от Розы Мендес. 3 апреля на FCW в команде с Наоми победила Эй Джэй и Розу Мендес. 3 июля на эпизоде FCW Кейтлин билась против Наоми, а затем против Серены и Аксаны но проиграла. 7 августа Кейтлин впервые в своей карьере получила возможность сразиться за титул чемпионки Див FCW, однако проиграла Аксане.
На следующей неделе в FCW приняла участие в командном матче шести Див. Вместе с Эй Джей и Кейли Тернер она победила команду Соня, Одри Мари, и Ракель Диас. Затем Кейтлин объединилась в команду с Кейли Тёрнер, но сразу же потерпели поражение от Кэмерон и Наоми. На 25 декабря на эпизоде FCW совместно с Камерон Линн победила Кейли Тёрнер и Софию Кортес.

#### NXT (2010)

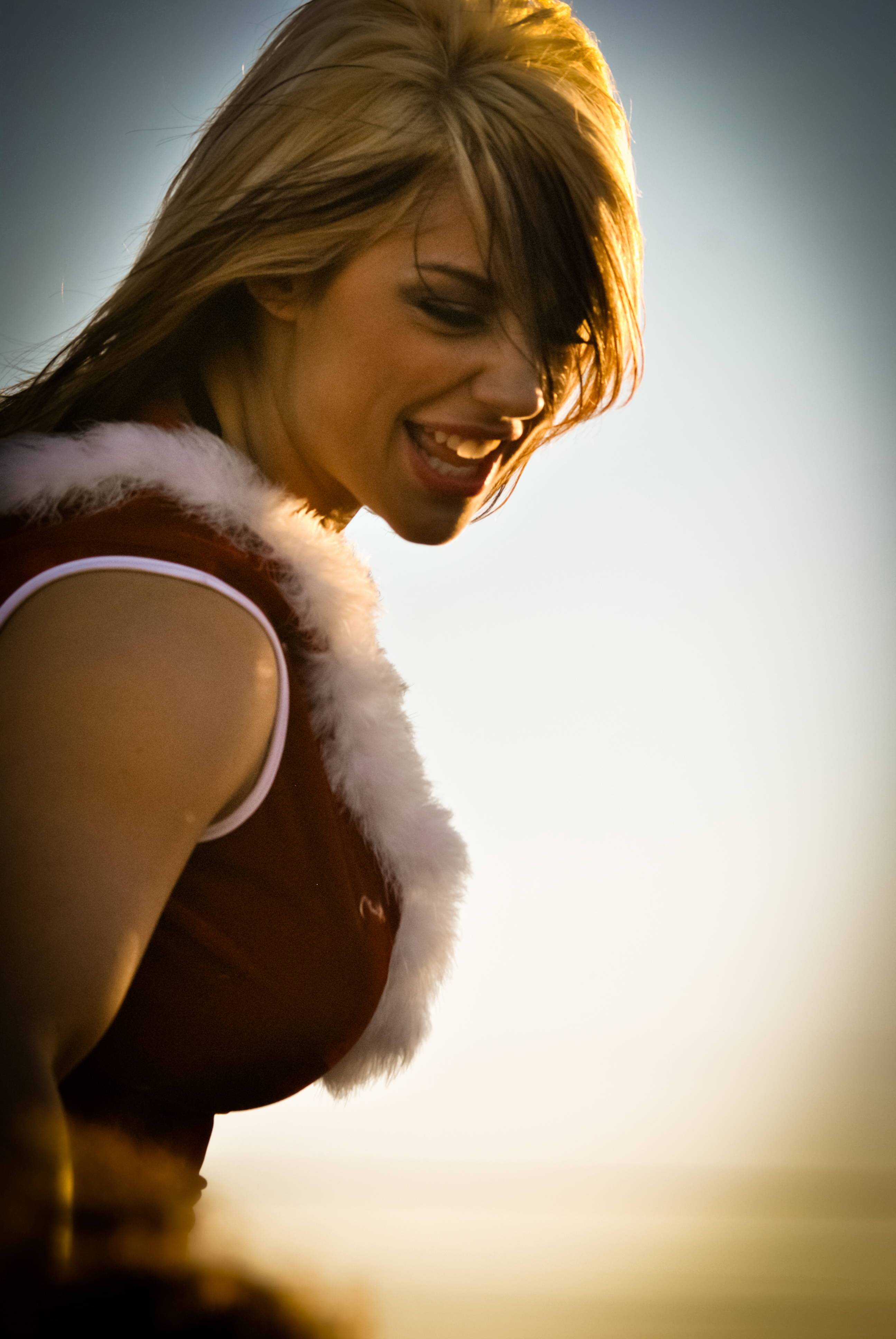
Кейтлин на шоу Tribute to the Troops 2010.

7 сентября было объявлено что Селест Бонин будет участвовать в 3-м сезоне NXT под своим псевдонимом Кейтлин. На этой неделе, она безуспешно соревновались в «танцевальном Конкурсе» (где она выступала, как робот и бегущий человек), и «Захват Флага». На следующей неделе совершила дебют, когда она объединился с Вики Герреро и её парнем Дольфом Зигглером чтобы победить Эй Джей и Примо в смешанном командном матче. Впервые Кейтлин появилась на PPV Night of Champions сопровождая Дольфа Зигглера с Викки Герреро пока Викки не выгнала её. 21 сентября на NXT, Кейтлин и LayCool (Лейла и Мишель Маккул) проиграли Келли Келли, Наоми, и Джеми в поединке 3 на 3, после того как Наоми удержала Кейтлин, и после это LayCool напали на неё, по приказу Вики Герреро. На той же неделе, 24 сентября, на SmackDown, Кейтлин и Вики Герреро сопровождали Дольфа Зигглера на ринг и Вики сновала приказала Кейтлин уйти. Последующее две недели Кейтлин нападала на Вики Герреро.
На следующей неделе 5 октября на NXT, Кейтлин участвовала в конкурсе «Ride the Bull», и выиграла «Дива Шоу Талантов» используя оскорбительное изображение Вики Герреро. На следующей неделе NXT, Кейтлин проиграла матч против Максин. На 28 октября на Хэллоуин на NXT, Kейтлин выиграла конкурс костюмов подражая Вики Герреро. 2 ноября на NXT, Кейтлин и Дольф Зигглер были найдены целовавшимися за стеной, и когда Вики их увидела, Kейтлин бросила в неё торт. 5 ноября на SmackDown, Kейтлин и Вики Герреро встретились с друг с другом в матче-реванше, в которой Вики победила, хотя рефери не заметил что нога Кейтлин была на верёвках. 9 ноября на NXT, Kейтлин выиграла конкурс армрестлинга, а за кулисами снова напала на Вики Герерро. 30 ноября финал сезона эпизод NXT Кейтлин победила Наоми и стала победительницей 3-го сезона NXT.
3 декабря участвовала в закулисном сегменте с Вики Герреро и Долфом Зигглером, объявив что генеральный менеджер арены SmackDown! Тедди Лонг подписал с ней контракт после того как она стала победительницей 3-го сезона NXT.

#### SmackDown и «Крепкие цыпочки» (2011—2012)
Первый матч на SmackDown провела 28 января 2011 года, когда она и Келли Келли проиграли LayCool. 11 марта на SmackDown! проиграла в одиночном поединке Лейле. 27 мая вместе с Эй Джей образовали команду «The Chickbusters». что привлекло к их первому матчу против Алиши Фокс и Тамины Снуки и проиграли, также они проиграли им и матч реванш. и в одиночном поединке Кейтлин проиграла Тамине Снуке. Первая победа пришла на 10 июня на SamckDown! победив Тамину Снуку, а также её победила и 8 июля. Затем Эй Джей, Кейтлин и Наталья продолжают враждовать с Фокс, Снукой и к которым присоединяется Роза Мендес. 1 августа у Кейтлин был поединок за претендентство № 1 на титул чемпионки Див WWE против Бет Финикс. в котором Кейтлин проиграла. 5 августа на SmackDown! Эй Джей билась в одиночном поединке против Натальи, которая затем напала на неё. На следующей неделе Кейтлин и AJ проиграли Бет Финикс и Натальи в tag team матче. В течение следующих нескольких месяцев, Chickbusters продолжали враждовать с Бет и Натальей, проиграв им оба матча с ними. Затем Кейтлин вернулась в NXT 19 октября на NXT в сопровождении партнёрши по Chickbuster Эй Джей в одиночном поединке против Максин. Затем была короткая вражда с Таминой, Кейтлин победила её 26 октября и 2 ноября на NXT. 8 февраля 2012 года на NXT проиграла в одиночном поединке Максин, с которой она враждовала из-за отношений с Дерриком Бэйтменном. После нескольких недель вражы с Максин из-за того, последние хорошо общались. 29 февраля на NXT Кейтлин поцеловала Деррика на глазах у всех, прежде чем победит Максин в главном событии шоу. 14 марта на NXT после того Kейтлин и Деррик проиграли Джонни Кертис и Максин, Бэйтмен поцеловал Kейтлин, таким образом укрепляя их отношения. 4 апреля на NXT, Кейтлин проиграла Натальи, которая выходила в сопровождении Тайсона Кидда. 23 апреля вернулась на RAW в матч за Чемпионство Див WWE Бет Финикс против Никки Беллы как лесорубка. 25 апреля на NXT участвовала в закулисном сегменте с Тайсоном Киддом и Перси Уотсоном, пока Наталья не обвинила Kейтлин в заигрывании с Киддом, затем участвовала в командном поединке с Таминой Снукой победив Наталью и Максин.
Вернулась на SmackDown 27 апреля участвовала в закулисном сегменте с партнёршей по Chickbusters Эй Джей пока та не ударила Кейтлин. 4 мая на SmackDown Кейтлин опять хотела поговорить с Эй Джей но та опять напала на неё. 11 мая на SmackDown Кейтлин проиграла Эй Джей, после чего Дэниел Брайан сказал Эй Джей, что дальше он будет встречаться с Кейтлин. Через два дня в Twitter официально объявила что команда «The Chickbusters» разпалась. Затем вернулась на NXT и 16 мая победила Максин, тем самым продолжила вражду с ней. 30 мая победила Тамину Снуку, а комментатором в матче была Максин, тем самым они закончили вражду, а 13 июня победила Наталью — своего бывшего наставника.

#### Фьюд с Ив Торрес (2012—2013)
12 июля на WWE Superstars Кейтлин в команде с Алишей Фокс победили Наталью и Бет Финикс, после того как Кейтлин удержала Бет. Затем на PPV Money in the Bank участвовала в поединке 3 на 3 в команде с Таминой Снукой и Лейлой победили Бет Финикс с Натальей и Ив Торрес. 10 августа Кейтлин поучаствовала в закулисном сегменте с Букером Ти и Ив Торрес, вследствие чего обе дивы захотели стать помощниками генерального менеджера, после чего Букер Ти назначил поединок между Ив и Кейтлин и победитель этого поединка станет его помощником. 13 августа на RAW Кейтлин в команде с Лейлой победили Ив Торрес и Бет Финикс. 17 августа на SmackDown! Кейтлин проиграла поединок Ив Торрес за право быть помощником генерального менеджера. На следующем RAW Кейтлин победила в королевской битве среди див, за претенденство № 1 на титул Чемпионки Див Лейлы. 10 сентября на RAW Кейтлин в команде с Лейлой и Ив Торрес победили Бет Финикс, Наталью и Алишу Фокс. На Night Of Champions 2012 Кейтлин должна была биться против Лейлы за титул Чемипонки Див, но не смогла так как на Кейтлин напали за кулисами, из-за чего был назначен поединок Лейла против Ив Торрес за титул, который выиграла Ив Торрес. 17 сентября было объявлено, что у Кейтлин разорванные сухожилия, вследствие чего она пропустит несколько недель.
Она вернулась 24 сентября на RAW заявив, что дива которая напала на неё в Night Of Champions была блондинка, вследствие чего Бет Финикс становится главной претенденткой на это нападение. 8 октября у Кейтлин впервые был поединок за титул див против Ив Торрес, но она проиграла, после поединка Ив атаковала Кейтлин, но на помощь к Кейтлин прибежала Лейла. Спустя две недели все наконец-то узнали кто же напал на Кейтлин на Night Of Champions и это была Аксана. 26 октября на SmackDown! Кейтлин в команде с Лейлой проиграли Ив и Аксане, из-за того что Лейла случайно ударила Кейтлин. На Hell in a Сell был назначен тройной поединок Ив против Кейтлин против Лейлы, сам поединок выиграла Ив. 6 ноября на RAW в команде с Лейлой победили Ив и Аксану. 12 ноября на RAW победила Лейлй и стала главной претенденткой на титул Чемпионки Див. На той же неделе 16 ноября на SmackDown Кэйтлин соревновались в 3 на 3 див командный матч вместе с Лейлой и экс-соперником Натальей победили Ив, Аксана, и Алишу Фокс. На Survivor Series 2012 Кейтлин проиграла титульный поединок Ив Торрес. 19 ноября на RAW и 14 декобря на SmackDown! Кейтлин побеждала Аксану. На PPV TLC pre-show была проведена битва среди див за претендентство № 1 за титул чемпионки див WWE, и Кейтлин была выбита последней, из-за вмешательства Ив Торрес. 18 декабря на Super SmackDown! Кейтлин победила Ив из-за дисквалификации. 7 января на RAW Кейтлин получила матч реванш и вновь победила по отчёту.

#### Чемпионка див WWE; фьюд с Эй Джей Ли (2013—2014)

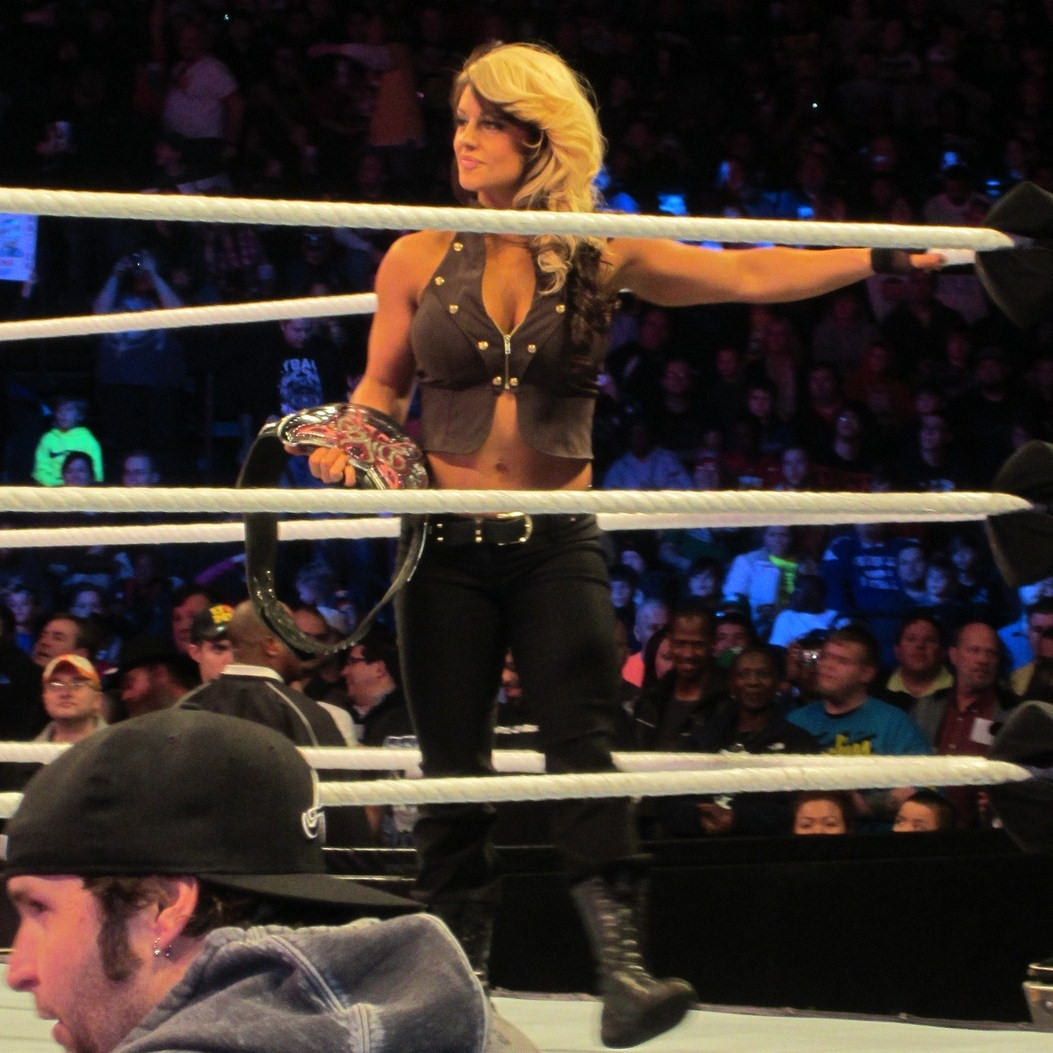
Кейтлин с поясом чемпионки Див в феврале 2013 года

14 января 2013 года на специальном 20-м ежегодном выпуске Raw Кейтлин встретилась с Ив Торрес в поединке за титул чемпионки див WWE. Условием поединка было, если Ив будет дисквалифицирована или матч закончится отсчётом, то Кейтлин станет новым чемпионом. В поединке победу одержала Кейтлин, став первой в истории дивой NXT, завоевавшей главный чемпионский титул WWE для женщин. Первая защита титула новой чемпионки прошла на шоу Elimination Chamber, где Кейтлин оказалась сильнее Тамины Снуки. В феврале у девушки начался телевизионный роман с Коди Роудсом, однако он скоро подошёл к концу, после того, как она увидела Роудса в окружении Близняшек Белла.
25 марта на шоу Raw у Кейтлин началась вражда с бывшей партнёршей по команде Chickbuster Эй Джей, которая привела к поединку закончившимся победой Эй Джей по отсчёту. Уже 29 марта на SmackDown Кейтлин отомстила, став победителем в смешанном командном матче, где её партнёром по команде был Дэниел Брайан, а у Эй Джей — Дольф Зигглер. Вскоре Эй Джей стала претенденткой номер один на право участия в титульном поединке, а у Кейтлин появился таинственный поклонник, который стал присылать ей подарки. 10 июня стало известно, что этим поклонником был Биг И Лэнгстон, однако он действовал по просьбам претендентки на титул. Это привело к тому, что чемпионка напала на Эй Джей перед началом титульного матча на шоу Payback, но в самом поединке победила Эй Джей. После смены владельца чемпионского титула девушки продолжили попытки сбивать с толку друг друга, чтобы получить преимущество в поединках.. 12 июля на шоу SmackDown Кейтлин участвовала в первом в истории WWE телевизионном подписании контракта на бой за титул чемпионки див, который должен был состоятся на шоу Money in the Bank. Это событие закончилось потасовкой девушек. На pay-per-view шоу Кейтлин не удалось завоевать чемпионский титул из-за травмы локтя. Кейтлин вновь появилась на ринге 26 июля, когда она прервала ссору Эй Джей и Зигглера, выполнив против чемпионки приём «гарпун», что привело к матчу между рестлерами на шоу 29 июля, в котором победу одержала Кейтлин. Одержав победу, Кейтлин вновь стала претенденткой номер один на матч за чемпионский титул, который состоялся 2 августа в родном городе чемпионке Хьюстоне. В матче Кейтлин не удалось одержать победу из-за вмешательства Лейлы. 5 августа Кейтлин встретилась на ринге со своей бывшей подругой Лейлой, но из-за вмешательства Эй Джей проиграла в матче. На шоу SummerSlam Кейтлин и Зигглер одержали победу в смешанном командном бое против Эй Джей и Лэнгстона, что привело к окончанию вражды между девушками.
На Survivor Series Кейтлин приняла участие в традиционном командном поединке 7 на 7 на выбывание. В матче Кейтлин удалось выбить двух соперниц, но позже выбили и её саму, а её команда проиграла.
8 января 2014 года официальный сайт WWE сообщил, что Кейтлин покинула компанию по собственному желанию.

## Личная жизнь
В настоящее время Бонин проживает в Хьюстоне (штат Техас). Её близкой подругой является дива WWE Эй Джей Ли. В ноябре 2012 года Бонин была арестована в городе Гранд-Рапидс (штат Мичиган) за неоплаченный штраф, наложенный за превышение скорости. После оплаты 315 долларов она была отпущена. 20 июня 2014 года вышла замуж за ПиДжей Брайана, с которым знакома с 2009 года.

## В рестлинге
- Завершающие приёмы
  - Atomic Wedgie Bomb[27]
  - Wedgie Flatliner[28][28][29]
  - Full nelson bomb[30][31] — 2011-2014
- Коронные приёмы
  - Гарпун[30]
  - Sidewalk slam[32]
  - Battering ram[32]
  - Clothesline[33]
  - Spinning European uppercut[32]
  - Elevated wrist lock
  - Перекат[34]
- Музыкальные темы

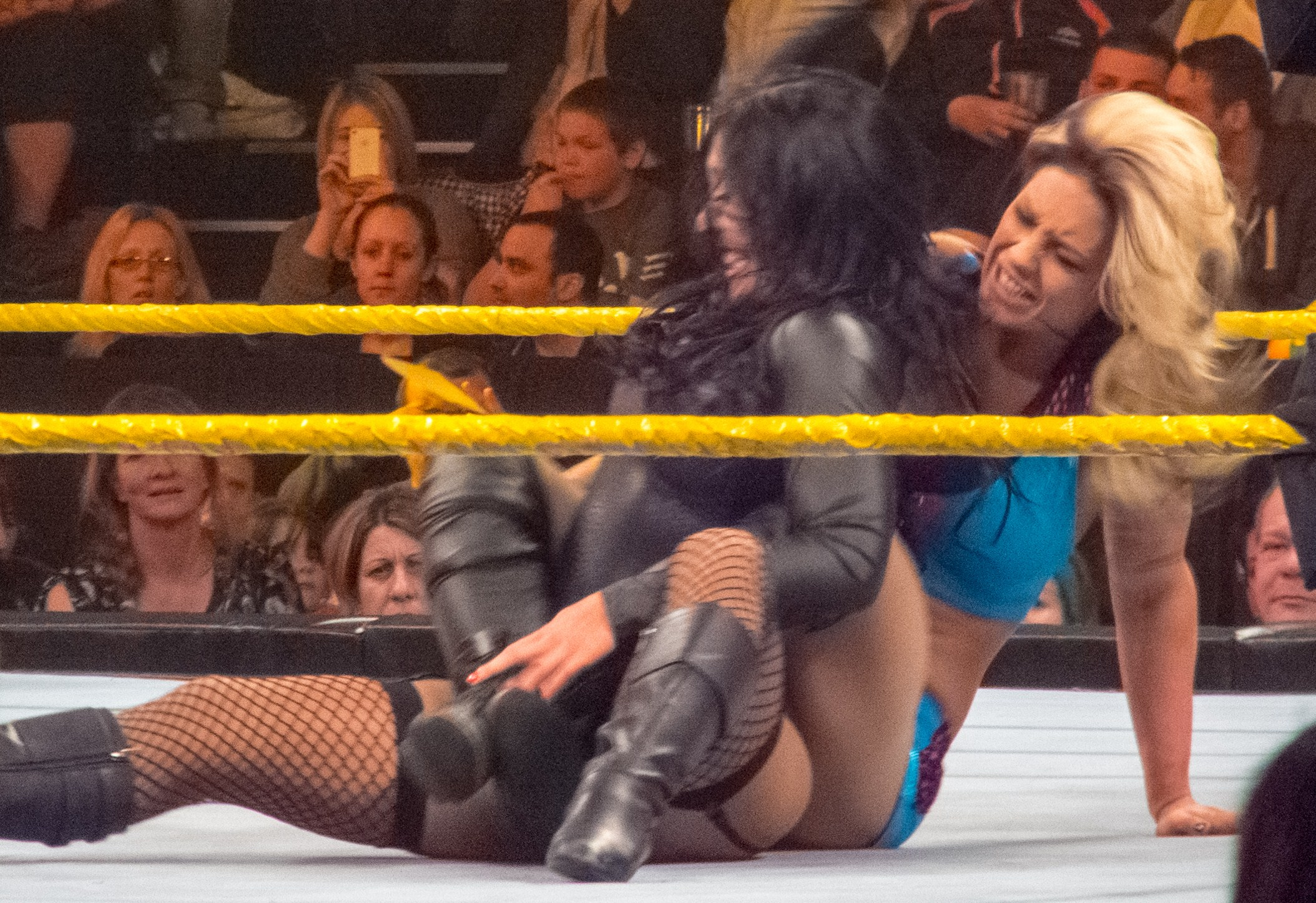
Кейтлин выполняет приём ножницы против Максин

  - «You Make the Rain Fall» от Кевина Рудольфа (FCW; также тематическая песня во время третьего сезона NXT; 2010)
  - «Let’s Go» от Hollywood Records (11 марта 2011 — 29 февраля 2012)[35]
  - «Spin the Bottle» от Ashley Jana (4 апреля 2012 — 23 февраля 2013)[36]
  - «Higher» от Николь Транквило (8 марта 2013 — 8 января 2014)

## Титулы и достижения
- Pro Wrestling Illustrated
  - PWI ставит её под № 5 в списке 50 лучших девушек рестлеров 2013 года[37]
- World Wrestling Entertainment
  - Победитель третьего сезона NXT[38]
  - Чемпион Див WWE (1 раз)
- Wrestling Observer Newsletter
  - Худший матч года (2010) против Максин 19 октября на арене WWE NXT[39]
  - Худший матч года (2013) Total Divas (Наталья, Наоми, Кэмерон, Никки Белла, Бри Белла, Ева Мари и Джо-Джо) против Настоящих див (Эй Джей, Тамины, Кейтлин, Розы Мендес, Алишы Фокс, Аксаны и Саммэр Рэй) 24 ноября[40]